# Meinhard
MEINHARD (нем. Майнхард) — музыкальный коллектив, названный по имени его создателя немецкого музыканта Майнхарда. Включает в себя такие направления и жанры как рок, альтернатива, глэм, вижуал-кэй, дарквейв, готик-рок и др. Основатель проекта определяет свой стиль как альтернативный театрализированный арт-рок  (англ. alternative theatrical art rock).

## История
В 2004 году Майнхард создал музыкальный проект, просуществовавший до 2011 года. За это время вышло несколько неофициальных альбомов, изданных под собственным лейблом Stella Nuova. В 2012 проект получил второе рождение уже под названием MEINHARD. 
Под лейблом Out of Line выпущен дебютный альбом Meinhard — Beyond Wonderland, а также обе части алхимузыкальной дилогии: ALCHEMUSIC I — solve и ALCHEMUSIC II — coagula. Выступал на таких фестивалях как Wave-Gotik-Treffen, M’era Luna, Rockfabrik Nürnberg, Out of Line Weekender. Ежегодно весной проводился концерт в Мюнхене, однако в 2017 году Майнхард объявил о временной приостановке концертной деятельности. 
C 2016 года Майнхард работал над концептом Wasteland Wonderland, в рамках которого в 2017 году были выпущены видео и песня с одноименным названием, а также разрабатывался новый альбом. В 2020 году в течение нескольких месяцев вышли синглы Worrity (Wasp in a Wig),  Spiegelblick и Lion & Unicorn, а в 2021 году сингл The King's Game. Все они также относятся к альбому Wasteland Wonderland, а сам проект Meinhard перешёл в лейбл Foxy Records. Продюсером проекта Meinhard с 2017 года является Simon Michael, он же продюсер и барабанщик группы Subway to Sally и продюсер группы Coppelius. Альбом Wasteland Wonderland был готов в декабре 2020 года, но вышел только в июне 2022 года после многочисленных задержек, по утверждению лейбла Foxy Records связанных с пандемией.

### Последствия успеха
В октябре 2015 года после успешного релиза песни Kinder der Sterne, написанной Майнхардом для коллектива Blutengel и исполненной с его основателем Крисом Полем, официальная страница MEINHARD была взломана, на всеобщее обозрение были выставлены личные данные Майнхарда, а самого музыканта шантажировали. Впоследствии доступ к странице был восстановлен, а дело отправлено в полицию.

## Дискография

### Альбомы
- 15 марта 2013: Beyond Wonderland (Out of Line)
- 31 октября 2014: Alchemusic I - solve (Out of Line)
- 30 октября 2015: Alchemusic II - coagula (Out of Line)
- 17 июня 2022: Wasteland Wonderland (Foxy Records)

### EPs
- 2009: V (Stella Nuova)

### Синглы
- 2017: Wasteland Wonderland (Stella Nuova)
- 2020: Worrity (Wasp in a Wig) (Foxy Records)
- 2020: Spiegelblick (Foxy Records)
- 2020: Lion & Unicorn (Foxy Records)
- 2021: The King's Game (Foxy Records)
- 2022: Red Queen (Foxy Records)

### Видео
- 2012: Grey
- 2012: Vertigo
- 2013: Falling!
- 2013: Nimmerwo
- 2014: Blood + Love
- 2015: 667 - The Neighbor Of The Beast
- 2015: Kinder der Sterne (feat. Blutengel)
- 2016: BPHMT
- 2017: Sea of Tears
- 2017: Wasteland Wonderland
- 2020: Worrity (Wasp in a Wig)
- 2020: Spiegelblick
- 2020: Lion & Unicorn

### Ремиксы
- 2015: Sing (Meinhard Alchemusic Version) — ремикс песни Blutengel, вошедший в сингл Sing

## Участники
Постоянный состав проекта Meinhard включает в себя ограниченное количество участников. В записи альбомов участвуют приглашённые музыканты, на концертах — сессионные музыканты. Большинство из них сотрудничало с Meinhard неоднократно.

### Постоянный состав
Meinhard von Falkenberg — вокал, гитара, аккордеон 

Erik Damköhler — программирование, концертный гитарист в 2011-2013 гг. 

Eric Beckmann aka Mewt Farday — ударные

### Бывшие участники
Adrian Galloway — бас-гитара; покинул проект в 2014 году, но в 2015 году принимал участие в съёмках клипа на песню 667 - The Neighbor of the Beast 

Fine Rehm-Brandl — фортепиано, клавишные; покинула проект в 2012 году, но в 2015 году принимала участие в съёмках клипа на песню 667 - The Neighbor of the Beast

### Сессионные музыканты
Laurenz Mösbauer (2006, 2015) — гитара

Daniel Davis (2007) — гитара

Christo Kno (2009, 2010) — ударные

Geka Voigt (2010, 2011) — арфа

Stefania Voigt (2010, 2011) — бузуки

Linda Radwanski (2010, 2011) — ударные 

Adrian Kreuzwerfer (2013-2015) — гитара; в 2019 году принял участие в съёмках клипа на песню Worrity

Steffen Dammel (2014) — гитара

Christopher Kleins (2014-2016) — гитара

Man Partial Bass (2014, 2017) — бас-гитара

Philip Lipsky (2017) — гитара